# Brazil kárókatona

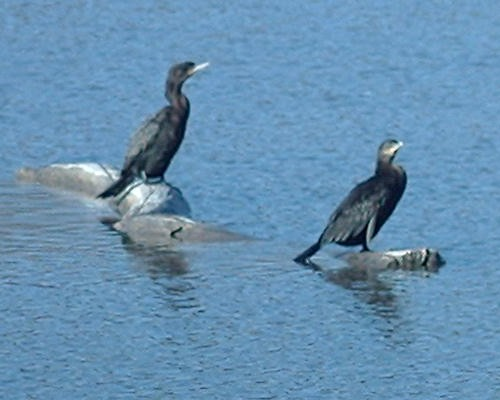

A brazil kárókatona vagy mexikói kárókatona (Phalacrocorax brasilianus) a madarak (Aves) osztályának a szulaalakúak (Suliformes) rendjébe, ezen belül a kárókatonafélék (Phalacrocoracidae) családjába tartozó faj.

## Előfordulása
Az Amerikai Egyesült Államokon déli részétől, Mexikón és Közép-Amerikán keresztül Dél-Amerika déli részéig honos. Bahama, Kuba és Trinidad szigetein is él. Kóborlásai során eljut Jamaicában, a Brit Virgin-szigetekre és az Amerikai Virgin-szigetekre.

## Alfajai
- Phalacrocorax penicillatus brasilianus
- Phalacrocorax penicillatus chanco
- Phalacrocorax penicillatus hornensis
- Phalacrocorax penicillatus mexicanus

## Megjelenése
Testhossza 60 centiméter, szárnyfesztávolsága 100 centiméter, testtömege 1500 gramm. A test nagyon nyúlánk, de erős és hengeres. A nyak hosszú és vékony, a csőr közepes, a vége erősen kampós. A fejtető, nyak, mell, has, hátalja fényes fekete, gyönge fémfénnyel.

## Életmódja
Víz alá bukással keresi halakból álló táplálékát.